# 扁尾海蛇屬
扁尾海蛇屬（學名：Laticauda）是蛇亞目下的一個有毒蛇屬，亦是眾多海蛇中對海洋需求度最低的蛇類。此屬蛇類有寬闊的腹鱗，可以活動於陸地上，相反其尾鰭結構發展不足，令牠在水中的活躍程度不及一般海蛇。因此扁尾海蛇多生活於淺灘區域甚至近海陸地之上。

## 生態特徵

### 體型
扁尾海蛇的體型一般能達2米長。

### 所處位置
扁尾海蛇分布於亞洲中國南部至澳洲北部一帶海域的島嶼，多在沿岸地區出沒。

### 進食習慣
扁尾海蛇以海洋生物為食，尤以海鰻及康吉鰻為主。一些扁尾海蛇亦會捕食墨魚、蟹類及魚類。目前為止尚未發現扁尾海蛇有進食陸上生物的情況。

### 行為
扁尾海蛇多於夜間出沒，雖然牠們擁有強烈的毒液，但性格卻一般溫馴。在新喀里多尼亞，扁尾海蛇被稱為「tricot rayé」，更以性情近人著稱，當地小孩都會弄其為樂。不過儘管扁尾海蛇的咬擊並不普遍，但遭其咬傷後仍需嚴謹處理，並作即時治療。

### 繁殖
扁尾海蛇屬卵生蛇類，每當需要進行交配時，牠們會回歸陸地。雄性扁尾海蛇會以抽動身體的姿態來向雌蛇示愛。

## 物種與分類學
目前本屬有八個已確認物種
- 灰藍扁尾海蛇 Laticauda colubrina (Schneider, 1799)：又名黃唇青斑海蛇[5]。
- 克羅克扁尾海蛇 Laticauda crockeri Slevin, 1934
- Laticauda frontalis (De Vis, 1905)
- Laticauda guineai Heatwole, Busack & Cogger, 2005 – Guinea's sea krait
- 扁尾海蛇 Laticauda laticaudata (Linnaeus, 1758)：又名黑唇青斑海蛇。
- Laticauda saintgironsi Cogger & Heatwole, 2006 – Saint Girons' sea krait[6]
- Laticauda schistorhynchus (Günther, 1874) – katuali or Niue sea krait
- 半環扁尾海蛇 Laticauda semifasciata (Reinwardt in Schlegel, 1837)：又名闊帶青斑海蛇。

此外，有其他文獻把L. schistorhynchus及半環扁尾海蛇歸入Pseudolaticauda屬

## 備註
1. 1 2  Kindersley, Dorling (2001,2005). Animal. New York City: DK Publishing. ISBN 0-7894-7764-5.
2. ↑  . Notes du Centre d'études biologiques de Chizé (尺澤生物學研究中心筆記) (UPR1934 CNRS) (CNRS DR15). 2016-03-29, 202  [2017-03-23]. （原始内容存档于2017-03-23） （法语）.
3. ↑  Heatwole, H; Busack, S; Cogger, H. . Herpetological Monographs. 2005, 19: 1–136.
4. ↑  Cogger, HG; Heatwole, HF. . Records of the Australian Museum. 2006, 58: 245–256.
5. ↑  . 2017-03-21  [2017-03-23]. （原始内容存档于2017-03-23） （中文（繁體））.
6. ↑  Harold G. Cogger and Harold F. Heatwole. 2006. Laticauda frontalis (de Vis, 1905) and Laticauda saintgironsi n.sp. from Vanuatu and New Caledonia (Serpentes: Elapidae: Laticaudinae) — A New Lineage of Sea Kraits? Records of the Australian Museum. 58: 245–256.
7. ↑  Kharin, VE; Czeblukov, VP. . Russian Journal of Herpetology. 2006, 13: 227–241.
8. ↑  Breuer, Hans; Murphy, William Christopher. 周信甫 , 编. . 2010  [2017-03-23]. （原始内容存档于2016-06-23） （中文（繁體））.